# Куманёк, Порфирий Фомич
Порфирий Фомич Куманёк (26 февраля 1911, деревня Юрасовка, теперь в составе города Дружбы Ямпольского района Сумской области — 29 июля 1972, город Киев) — украинский советский деятель, 1-й секретарь Сумского подпольного, позже Черниговского обкомов КПУ, председатель Черниговского облисполкома. Депутат Верховного Совета СССР 5-го созыва. Депутат Верховного Совета УССР 3-4-го созывов. Член нелегального ЦК КП(б)У в октябре 1942 — июне 1943 г. Член ЦК КПУ в 1956—1960 г. Кандидат в члены ЦК КПУ в 1960—1961 г.

## Биография
Родился 13 (26) февраля 1911 года в селе Юрасовка в крестьянской семье. Окончил семилетнюю трудовую школу.
В 1927—1929 г. — рабочий Хутор-Михайловского рафинадного (сахарного) завода.
С 1929 г. — секретарь сельского совета.
В 1932—1934 г. — служба в Военно-Морском флоте.
В 1934—1938 г. — секретарь комсомольского комитета Хутор-Михайловского рафинадного завода, секретарь Ямпольского районного комитета ЛКСМУ Черниговской области.
С 1938 г. — прокурор Червонного района Сумской области.
Член ВКП(б) с 1939 года.
В 1941 — 1-й секретарь Красного районного комитета КП(б)У Сумской области. В 1941—1942 г. — 1-й секретарь Красного подпольного районного комитета КП(б)У. Участник Великой Отечественной войны.
В июне — октябре 1942 г. — комиссар Сумского партизанского соединения под командованием Сабурова. В октябре 1942 — сентябре 1943 г. — 1-й секретарь Сумского подпольного областного комитета КП(б)У, начальник штаба по руководству партизанским движением в Сумской области.
В сентябре 1943—1944 г. — 3-й секретарь Сумского областного комитета КП(б)У. В 1944—1945 г. — 2-й секретарь Сумского областного комитета КП(б)У.
В 1945—1948 г. — слушатель Высшей партийной школы при ЦК ВКП(б).
В 1948 — феврале 1954 г. — 2-й секретарь Житомирского областного комитета КП(б)У.
В феврале 1954 — июле 1955 г. — 2-й секретарь Черниговского областного комитета КПУ.
В июле 1955 — сентябре 1959 г. — 1-й секретарь Черниговского областного комитета КПУ.
В сентябре 1959 — феврале 1961 г. — председатель исполнительного комитета Черниговского областного совета депутатов трудящихся.
С 1961 — на хозяйственной работе в Киеве. Похоронен на Байковом кладбище.

## Награды
- два ордена Ленина (13.11.1942; 26.02.1958)
- орден Трудового Красного Знамени
- орден Красного Знамени
- ордена
- медали